# Gladiator (2000)
Gladiator is een Amerikaanse-Britse film uit 2000 die zich afspeelt in de Romeinse tijd. De film werd geschreven door David Franzoni en geregisseerd door Ridley Scott. Het is een fictief verhaal geïnspireerd op keizer Commodus en zijn vader Marcus Aurelius. De film werd genomineerd voor twaalf Oscars en won er uiteindelijk vijf, waaronder die voor beste film, beste acteur en beste geluid.

## Verhaal
In het jaar 180 brengt de uit Hispania afkomstige generaal Maximus Decimus Meridius het Romeinse leger naar een beslissende overwinning op een aantal Germaanse stammen die druk hadden gezet op de grenzen van het Romeinse Rijk. Nu de oorlogen erop zitten, wil Maximus graag naar huis keren, naar zijn vrouw, zoon en boerderij. Keizer Marcus Aurelius vertelt hem echter dat hij van plan is om Maximus tot "protector van Rome" te benoemen, om op lange termijn Rome terug om te vormen tot een republiek en de corruptie te bestrijden. Hiermee passeert hij zijn eigen zoon Commodus, aan wie het keizerschap eigenlijk toekomt, omdat hij van oordeel is dat zijn zoon moreel corrupt is. Als Marcus Aurelius dit plan met Commodus deelt, wurgt Commodus hem in een bui van woede en teleurstelling.
Na het 'overlijden' van Marcus Aurelius kondigt Commodus zichzelf aan als nieuwe keizer en vraagt hij Maximus om hem te dienen. Als Maximus echter weigert (omdat hij niet gelooft dat Marcus Aurelius een natuurlijke dood is gestorven), laat Commodus hem arresteren en ter dood veroordelen. Het lukt Maximus echter om zijn beulen te verslaan en om te vluchten naar zijn boerderij. Daar arriveert hij te laat, omdat de boerderij door de pretoriaanse garde van Commodus platgebrand is en zijn vrouw en zoon zijn gekruisigd. Maximus begraaft zijn vrouw en zoon en stort dan in elkaar van ellende en verdriet. Hij wordt gevonden door slavenhandelaars die hem naar Zucchabar overschepen in de Noord-Afrikaanse provincie Mauretania Caesariensis. Daar wordt hij verkocht aan Proximo, een gladiatorentrainer.
Hoewel hij in het begin wat aarzelt, neemt Maximus al snel genoeg deel aan plaatselijke toernooien en raakt hij bevriend met twee andere Gladiatoren: Juba, een Numidiër, en Hagan, een Germaan. Dankzij zijn militaire verleden en onverschilligheid tegenover de dood, verslaat hij al zijn tegenstanders in de arena en krijgt hij een redelijk aanzien en bekendheid. Proximo vertelt hem dan dat hij zelf ooit gladiator is geweest en dat hij zijn vrijheid van Marcus Aurelius heeft teruggekregen. Hij vertelt Maximus dat de beste manier om zijn vrijheid terug te krijgen, niet is door per se een bekwaam vechter te zijn, maar vooral door het publiek voor zich te winnen. Proximo moedigt Maximus aan om mee naar Rome te gaan en om daar deel te nemen aan de spelen in het Colosseum. Als Proximo hem vertelt dat hij dan voor de keizer mag verschijnen, stemt Maximus in.
Het eerste gevecht in het Colosseum is het naspelen van de Romeinse overwinning op Carthago tijdens de slag bij Zama Regia. De gladiatoren (waaronder Maximus) spelen de Carthagers na, maar door de militaire ervaring van Maximus slaagt zijn groep erin de overwinning te behalen, waardoor het naspelen van die slag de andere kant op gaat dan gepland. Met verbazing over het verloop van het gevecht wil de keizer de aanvoerder van de gladiatoren spreken: Maximus. Die wil zijn identiteit in eerste instantie niet onthullen, maar onder dwang van de keizer onthult hij zich alsnog, tot verbijstering van de keizer. Onder de druk van het volk - onder de indruk van Maximus' schouwspel - laat Commodus hem echter in leven.
Het tweede gevecht van Maximus is tegen de Galliër Tigris, een succesvolle, nog nooit verslagen gladiator. Commodus wil echter zeker zijn dat Maximus dit gevecht niet overleeft en heeft een onaangename verrassing in petto: Maximus moet tegen Tigris vechten, te midden van vier woeste tijgers. Als Maximus Tigris toch weet te verslaan en Commodus hem beveelt om de genadeslag toe te dienen, weigert Maximus en laat hij de gladiator in leven. Hij krijgt hierdoor de bijnaam Maximus de Genadige en krijgt opnieuw waardering van het volk. Commodus stapt de arena in en maakt Maximus belachelijk door zijn gedode vrouw en zoon te bespotten. Maximus keert hem echter de rug toe, met nog meer gejuich van het volk en een nog groter gezichtsverlies voor Commodus als gevolg.
In de wandelgangen van het Colosseum komt Maximus zijn oude bediende tegen, van wie hij hoort dat zijn oude troepen nog altijd loyaal aan hem zijn. Na een eerste weigering van Maximus weet Lucilla, de zus van Commodus en een oude vriendin van Maximus, alsnog een stiekeme ontmoeting met Maximus en senator Gracchus, die ook aan hun kant staat, te regelen. Hij krijgt hun hulp om uit Rome te ontsnappen om zich bij zijn oude troepen aan te sluiten, waarmee hij Commodus wil afzetten en vermoorden, maar Commodus komt achter deze plannen en laat iedereen vermoorden. Maximus wordt gevangen genomen, net als senator Gracchus en zijn medegladiatoren. Tegen Lucilla dreigt Commodus haar zoon te laten ombrengen als ze hem niet gehoorzaamt.
Om definitief met Maximus af te rekenen en het volk voor zich terug te winnen, organiseert Commodus een laatste gevecht in de arena: tussen Maximus en hemzelf. Voor aanvang van de wedstrijd verwondt Commodus Maximus echter met een dolksteek in zijn zij, waardoor Maximus veel bloed verliest en Commodus een voorsprong heeft. Maximus weet Commodus echter toch te verslaan en doodt hem op het strijdveld. Maximus vraagt vervolgens om zijn mannen vrij te laten, senator Gracchus terug te installeren en de hervormingen door te voeren die Marcus Aurelius gewild had. Daarna begint echter de doodstrijd van Maximus zelf en heeft hij een visioen over zijn hereniging met zijn vrouw en zoon in het Elysium. Hij valt neer op de arenagrond, waarna Lucilla over hem heenbuigt en afscheid neemt. Als Maximus sterft, laat Lucilla hem eervol wegdragen, terwijl het lichaam van Commodus oneervol in de arena blijft liggen en de menigte het Colosseum verlaat.

## Historische verwijzing
Het verhaal is fictief maar wel geïnspireerd op enkele waarheden. Marcus Aurelius wordt door historici gezien als een goede en wijze keizer en de laatste van de vijf goede keizers. Het was gebruikelijk dat een keizer een geschikte opvolger aanwees (dus geen eigen zoon) en die adopteerde en opvoedde tot troonopvolger. Marcus Aurelius koos echter voor zijn eigen zoon Commodus die gezien wordt als een van de slechtste keizers die het Romeinse Rijk gehad heeft. In de film wordt gesteld dat Aurelius wilde dat het rijk weer een republiek zou worden. Dit klopt niet maar er zijn wel bronnen die stellen dat Aurelius tegen het eind van zijn leven spijt had van zijn keuze maar geen weg terug meer zag. Ook wordt wel beweerd dat hij uiteindelijk liever zijn schoonzoon en generaal Tiberius Claudius Pompeianus als opvolger had gezien. Aurelius werd niet door Commodus gewurgd maar stierf door de “Pest van Antoninus” (waarschijnlijk pokken of mazelen). Deze pandemie wordt in de film in de senaat besproken.
De veldslag in het begin van de film is onderdeel van de Marcomannenoorlog. In de film weet Marcus Aurelius hen te verslaan. In werkelijkheid lukte dit niet maar sloot Commodus een overhaast vredesverdrag waardoor de noordelijke expansie van het Romeinse Rijk stopte en hij naar Rome kon vertrekken. Commodus interesseerde zich weinig voor staatszaken maar wel voor show en entertainment. Zijn regime duurde twaalf jaar en werd gekenmerkt door wanbeleid en zware terreur. Net als in de film trad hij zelf regelmatig op als gladiator maar dan wel valsspelend. Zijn oudere zus Lucilla was in het echt ook een tegenstander van hem en betrokken bij een complot om hem te doden. Dit lekte uit waarna ze zelf eerst verbannen en later geëxecuteerd werd. Commodus stierf niet in het Colosseum maar werd door zijn concubine Marcia vergiftigd en daarna door een worstelaar genaamd Narcissus gewurgd. Na zijn dood was de bevolking inderdaad opgelucht maar er volgde geen periode van goed bestuur maar juist burgeroorlog en het Vijfkeizerjaar.
In de film wordt gesteld dat Marcus Aurelius de gladiatorenspelen verboden had in Rome maar dat is niet waar. Hij had ze alleen verboden in de stad Antiochië aan de Orontes omdat de bevolking destijds een tegenstander van Aurelius had gesteund.
Tijdens het schrijven van het script was het eerst het plan om het hoofdpersonage op Narcissus te baseren. Het karakter Maximus is verder geïnspireerd op Spartacus, die 200 jaar eerder een grote slavenopstand leidde, op Lucius Quinctius Cincinnatus, die 600 jaar eerder als veldheer Rome wist te ontzetten, vervolgens tot dictator werd benoemd en na 15 dagen orde op zaken gesteld te hebben van Rome weer een republiek maakte en weer boer werd en op Marcus Nonius Macrinus, een generaal en vertrouweling van Marcus Aurelius.
Dan is er ook nog een persoon die Cicero wordt genoemd. In de Romeinse tijd was er inderdaad een redenaar en politicus genaamd Marcus Tullius Cicero. Hij leefde echter ruim tweehonderd jaar eerder maar zette zich er destijds inderdaad voor in om de Romeinse Republiek in stand te houden.
Op het slagveld kloppen een aantal zaken niet. De Romeinse soldaten gebruikten geen stijgbeugels maar om veiligheidsreden werden ze in de film wel gebruikt. Katapulten, ballista’s en brandende pijlen werden niet op het slagveld gebruikt. De kleding van de soldaten klopt ook niet op een aantal punten. De keizers in deze periode kleedden zich niet als keizers omdat Rome destijds officieel nog steeds als republiek werd gezien. De Pretoriaanse garde draagt in de film paarse uniformen maar in die tijd was de kleur paars zo duur om te maken (deze werd gewonnen uit de zeldzame purperslak) dat deze zeker niet voor uniformen werd gebruikt.
Voor enkele scènes werd de Plastico (maquette van Rome) gebruikt. De maquette geeft een gedetailleerd beeld van Rome in 3e en 4e eeuw. Hierdoor is de Basilica van Maxentius in de film te zien, hoewel deze er in het jaar 180 nog niet stond.

## Opnamen
De opnamen voor de film werden o.a. in Marokko gedaan in de omgeving van de stad Ouarzazate en Aït-Ben-Haddou. In Malta werd een deel van het Colosseum nagebouwd.
De veldslag werd gefilmd in een bos in het Engelse Surrey waar een deel van gekapt zou worden.
Het huis en de oprijlaan van Maximus staat in Toscane, Italië. In dezelfde omgeving zijn ook de opnames gemaakt waarin Maximus (begin en einde van de film) door een tarweveld loopt. 

## Rolverdeling
| Acteur              | Personage       |
| ------------------- | --------------- |
| Russell Crowe       | Maximus         |
| Joaquin Phoenix     | Commodus        |
| Connie Nielsen      | Lucilla         |
| Oliver Reed         | Proximo         |
| Richard Harris      | Marcus Aurelius |
| Derek Jacobi        | Gracchus        |
| Djimon Hounsou      | Juba            |
| David Schofield     | Falco           |
| John Shrapnel       | Gaius           |
| Tomas Arana         | Quintus         |
| Ralf Möller         | Hagen           |
| Spencer Treat Clark | Lucius          |
| David Hemmings      | Cassius         |
| Tommy Flanagan      | Cicero          |
| Sven-Ole Thorsen    | Tigris          |

## Muziek
De muziek van de film werd gecomponeerd door Hans Zimmer en Lisa Gerrard.
1. Progeny (2:13)
2. The Wheat (1:03)
3. The Battle (10:02)
4. Earth (3:01)
5. Sorrow (1:26)
6. To Zucchabar (3:16)
7. Patricide (4:08)
8. The Emperor is dead (1:21)
9. The might of Rome (5:18)
10. Strength and Honor (2:09)
11. Reunion (1:14)
12. Slaves to Rome (1:00)
13. Barbarian horde (10:33)
14. Am I not merciful? (6:33)
15. Elysium (2:41)
16. Honor him (1:19)
17. Now we are free (4:14)